# آشوت ماماجانیان
آشوت پطروسی ماماجانیان (ارمنی: Աշոտ Պետրոսի Մամաջանյան؛ زاده ۲۶ مهٔ ۱۹۰۸ - درگذشته ۱۵ آوریل ۱۹۹۴) نقاش اهل ارمنستان بود.

## زندگی‌نامه
وی در ۲۶ مهٔ ۱۹۰۸ در باتومی در به دنیا آمد و از کالج دولتی هنرهای زیبای پانوس ترلمزیان (۱۹۳۰) فارغ‌التحصیل گشت. وی همچنین برنده جوایزی همچون نقاش شایسته ارمنستان شوروی شد. وی در ۱۵ آوریل ۱۹۹۴ در سن ۸۵ سالگی در ایروان درگذشت.